# ГАЗ-4
ГАЗ-4 — модификация ГАЗ-А с грузопассажирским кузовом типа «пикап». Грузоподъёмность — 500 кг. Выпускался в 1933—1937 годах на 1-м автосборочном заводе (филиал ГАЗа). Выпущено свыше 10,5 тыс. (по некоторым данным, 10648 шт.) автомобилей ГАЗ-4.
Автомобиль был оснащён кабиной от грузовика ГАЗ-АА, запасное колесо размещалось в нише на левом крыле. Грузовая платформа — 1,6 × 1,1 м, имелись откидные скамьи вдоль бортов на шесть человек, задний борт откидной, кузов комплектовался тентом.
Передняя подвеска — одна поперечно расположенная полуэллиптическая рессора. Задняя подвеска — на двух продольно расположенных полуэллиптических рессорах.

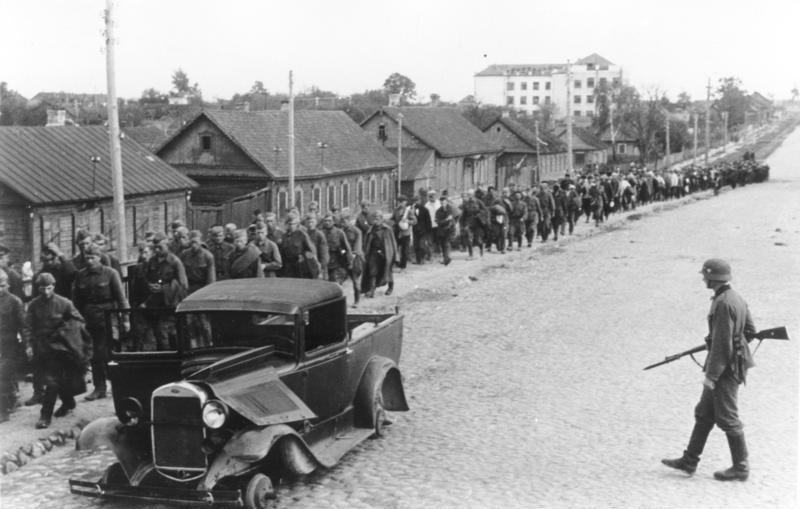
ГАЗ-4 со снятыми колёсами в оккупированном Минске (1941 год).